# Aeranthes campbelliae
Aeranthes campbelliae là một loài thực vật có hoa trong họ Lan. Loài này được Hermans & Bosser mô tả khoa học đầu tiên năm 2003.